# 홍천휴게소
홍천휴게소(洪川休憩所,Hongcheon Service Area)는 강원특별자치도 홍천군 화촌면에 위치한 서울양양고속도로의 고속도로 휴게소이다. 양방향 모두 존재한다. 주소는 서울방향이 강원특별자치도 홍천군 화촌면 서울양양고속도로 83, 양양방향이 강원특별자치도 홍천군 화촌면 서울양양고속도로 84이다.

## 시설
- 주차장
- 화장실
- 정유소 : EX-OIL, E1
- 전기차충전소
- 브랜드매장 : 엔젤리너스, 할리스커피, 탐앤탐스
- 현금 자동 입출금기

## 전후
서울방향
| 다음 지점     | ← | 현재 지점  | ← | 이전 지점    |
| ------------- | - | ---------- | - | ------------ |
| 동홍천 나들목 | ← | 홍천휴게소 | ← | 내촌 나들목  |
| 가평휴게소    | ← | 홍천휴게소 | ← | 내린천휴게소 |

양양방향
| 다음 지점     | ← | 현재 지점  | ← | 이전 지점    |
| ------------- | - | ---------- | - | ------------ |
| 동홍천 나들목 | → | 홍천휴게소 | → | 내촌 나들목  |
| 가평휴게소    | → | 홍천휴게소 | → | 내린천휴게소 |